# Modillo
Der Modillo (Plural: modilli) war ein italienisches Volumen- und Getreidemaß. Es galt vorrangig auf Sizilien.
- 1 modillo =  145 7/20 Pariser Kubikzoll = 2 8/9 Liter
- 6 modilli = 1 Tomolo
- 96 modilli = 1 Salma